# Богуновка (Волынская область)
Богуновка (укр. Богунівка) — село в Берестечковской городской общине Луцкого района Волынской области Украины.
Код КОАТУУ — 0720885402. Население по переписи 2001 года составляет 119 человек. Почтовый индекс — 45763. Телефонный код — 3379. Занимает площадь 3,19 км².

## История
В 1946 году указом ПВС УССР село Реймонтовичи переименовано в Богуновку.
До 2020 года входило в Гороховский район.